# Ledbury
Ledbury è un paese di 8 837 abitanti della contea dell'Herefordshire, in Inghilterra.